# Phyllis Fox
Phyllis Ann Fox, née le 13 mars 1923 dans le Colorado et morte le 23 mai 2017, est une mathématicienne et informaticienne américaine,.

## Jeunesse et formation
Fox grandit au Colorado. Elle fait ses études de premier cycle au Wellesley College, obtenant un BA en mathématiques en 1944.
De 1944 à 1946, elle travaille pour General Electric en tant qu'opératrice pour leur projet d'analyseur différentiel. Elle obtient un deuxième baccalauréat, un BS en génie électrique, de l'Université du Colorado en 1948,. Elle poursuit ensuite ses études supérieures au Massachusetts Institute of Technology, obtenant une maîtrise en génie électrique en 1949 et un doctorat (Sc.D.) en mathématiques en 1954 sous la direction de Chia-Chiao Lin. Pendant ce temps, elle travaille aussi comme assistante sur le projet Whirlwind au MIT, sous la direction de Jay Forrester.

## Carrière
De 1954 à 1958, Fox travaille sur la solution numérique des équations aux dérivées partielles sur l'Univac, pour le Centre de calcul de la Commission de l'énergie atomique des États-Unis au Courant Institute of Mathematical Sciences de l'Université de New York. En 1958, à la suite de son mari, elle retourne au groupe de recherche sur la dynamique des systèmes de Forester au MIT, où elle fait partie de l'équipe qui écrit le langage de programmation DYNAMO,. Elle devient alors collaboratrice du premier interprète LISP, et autrice principal du premier manuel LISP.
En 1963, elle passe du MIT au Newark College of Engineering, où elle devient professeure titulaire en 1972. Pendant ce temps, elle est consultant pour Bell Labs, et les rejoint en 1973 pour travailler sur une bibliothèque numérique hautement portable (PORT). Elle prend sa retraite des Bell Labs en 1984,.